# Notozomus perplexus
Notozomus perplexus är en spindeldjursart som först beskrevs av Gravely 1915.  Notozomus perplexus ingår i släktet Notozomus och familjen Hubbardiidae. Inga underarter finns listade i Catalogue of Life.